# Sneakernight

Sneakernight est une chanson au son pop et jazzy de Vanessa Hudgens. Ce titre est le premier extrait de son deuxième album Identified sorti le 1er juillet 2008.
Sneakernight a d'abord tourné sur internet puis le clip vidéo est sorti à quelques semaines de la sortie de l'album.